# Дружный (Яшкульский район)
Дружный — посёлок (сельского типа) в Яшкульском районе Калмыкии, в составе Уланэргинского сельского муниципального образования.
Население — 17 чел. (2010).

## История
Дата основания посёлка не установлена. Под названием Салан-Худук посёлок обозначен на американской карте СССР 1950 года. На административной карте Астраханской области 1956 года обозначен уже как Родниковый. Очевидно, после восстановления Калмыцкой автономии был переименован ещё раз. Современное название Дружный отмечено на карте 1984 года.

## Физико-географическая характеристика
Посёлок расположен на западе Яшкульского района в пределах Приергенинской равнины, являющейся частью Прикаспийской низменности, к востоку от Гашунского канала Черноземельской оросительно-обводнительной системы. Рельеф местности равнинный. К северу расположена небольшая балка. Высота местности над уровнем моря — 5 м. 
Ближайшие населённые пункты — посёлки Элвг (расположен в 16 км к югу) и Чилгир (расположен в 15 км к северо-востоку) Яшкульского района и посёлки Ялмта (расположен в 13 км к северу) и Бор-Нур (расположен в 17 км к западу) Целинного района. Административный центр сельского поселения посёлок Улан Эрге расположен в 20 км к югу от посёлка.

## Население
| 2002 | 2010 |
| ---- | ---- |
| 36   | ↘17  |

Национальный состав
Согласно результатам переписи 2002 года большинство населения посёлка составляли даргинцы (84 %)